# Замок Елизаветы
Замок Елизаветы (англ. Elizabeth Castle, джерсийский Châté Lîzabé) — замок на острове Джерси, основанный в 1594 году. Расположен на небольшом острове в бухте Сент-Обин рядом со столицей Джерси — городом Сент-Хелиер. Замок был возведён в конце XVI — начале XVII века с целью заменить Мон-Оргёйль в качестве основного английского оборонительного сооружения на острове, после того как старая крепость перестала удовлетворять оборонительным требованиям с наступлением «эпохи пороха».
Замок Мон-Оргёйль находится в юго-восточной части острова и достаточно далеко от Сент-Хелиера у которого расположена крепость Елизаветы. Порт Сент-Хелиер был построен с целью заменить гавань Горей, а Замок Елизаветы был построен для защиты нового порта Сент-Хелиер. Когда гавань Горей потеряла своё значение первого порта, тогда и начал приходить в упадок замок-крепость Мон-Оргёйль. Просто до Сент-Хелиера замок-крепость Мон-Оргёйль и селения с портом защищённым молом были основным населённым пунктом острова Джерси.
Сегодня оба замка сохранились прекрасно и в своё время некоторый период являлись дополняющими друг друга фортификационными сооружениями острова. Теперь эти замки — туристические объекты.
Надо отметить, что первоначально форт (замок) Елизаветы получил название форта Изабеллы Прекрасной (Isabella Bellisima) в честь королевы Англии XIII века Изабеллы Ангулемской, которая безуспешно, но настойчиво пыталась воевать с Францией с целью вернуть Англию себе и своим детям. Но Уолтер Рэли — губернатор острова в 1600—1603 годах дал новое имя форту Изабелла Прекрасная, назвав его Замок Елизаветы в честь королевы Елизаветы I (говорят, что в связи с её кончиной и в память о ней) скорее всего в 1603 году.